# Hotel (Cassidy-Lied)
Hotel ist ein Lied des US-amerikanischen Rappers Cassidy, das er mit dem Contemporary-R&B-Sänger R. Kelly aufnahm. Der Song wurde am 23. September 2003 als erste Single aus seinem Debütalbum Split Personality veröffentlicht.

## Inhalt
In Hotel rappt Cassidy aus der Perspektive des lyrischen Ichs, wie er verschiedene Frauen aufreißt und sie auf sein Hotelzimmer einlädt. Er erwähnt auch explizit, dass er mit ihnen Sex haben will. Dafür habe er zwei Betten – eines zum Schlafen und das andere zum Vergnügen. R. Kelly singt im Refrain, dass er die Frauen zu einer Afterparty im Hotel einlädt, die bis sechs Uhr morgens geht. Er könne dabei all ihre Fantasien erfüllen.

“Girl you wanna come to my hotel

Baby I will leave you my room key

I’m feelin’ the way, you carry yo’ self girl

And I wanna get wit’ you, cause you’s a cutie”

## Produktion
Das Lied wurde von dem US-amerikanischen Musikproduzenten Swizz Beatz produziert, der neben Cassidy und R. Kelly auch als Autor fungierte. Zudem sind Elemente des Stücks Rapper’s Delight von der Sugarhill Gang aus dem Jahr 1979 enthalten, weshalb auch Bernard Edwards und Nile Rodgers als Autoren angegeben sind.

## Musikvideo
Bei dem zu Hotel gedrehten Musikvideo führte Little X Regie. Es verzeichnet auf YouTube über 76 Millionen Aufrufe (Stand: April 2024). Das Video zeigt Cassidy und R. Kelly, die den Song in einem Raum vor einer hellblauen Wand rappen bzw. singen, wobei R. Kelly eine Maske trägt. Kurz darauf ist eine junge Frau zu sehen, die mit einer Karte mit der Aufschrift „Cassidy Hotel“ in die Presidential Suite eines Hotels eincheckt. Im Hotelzimmer befindet sich Cassidy, der in einem großen Bett liegt, während die Frau vor ihm auf dem Bett tanzt. Wenig später beugt sie sich über ihn und beginnt ihn zu küssen. Anschließend wechselt die Szenerie an eine Hotelbar und auf eine Party, wo Cassidy verschiedenen Frauen seine Hotelkarten gibt und sie dazu einlädt, später auf sein Zimmer zu kommen. Am Ende vergnügt er sich wieder im Bett seines Hotelzimmers mit einer anderen Frau und wacht mit dieser am nächsten Morgen auf. Produzent Swizz Beatz ist ebenfalls im Video zu sehen.

## Single

### Covergestaltung
Das Singlecover zeigt Cassidy, der vor einer dunkelgrauen Mauer sitzt und den Betrachter mit ernstem Blick ansieht. Er trägt ein rot-weißes Basecap, einen rot-weißen Pullover und eine Jeans. Im oberen Teil des Bilds befinden sich die Schriftzüge Cassidy in Rot, Hotel in Schwarz und [feat. R. Kelly] in Weiß.

### Titellisten
Single
1. Hotel (feat. R. Kelly) – 4:07
2. Take It – 3:04

Maxi 1
1. Hotel (feat. R. Kelly) – 4:07
2. Hotel (Vacation Remix) (feat. R. Kelly & Trina) – 5:46
3. Take It (Dirty Version) – 3:04
4. Hotel (feat. R. Kelly & Kool Savas) – 4:07

Maxi 2
1. Hotel (feat. R. Kelly) – 4:07
2. Hotel (Vacation Remix) (feat. R. Kelly & Trina) – 4:10
3. Hotel (Instrumental Version) – 4:00
4. Take It – 3:04
5. Hotel (Video) – 4:08

### Chartplatzierungen
Hotel stieg am 7. Juni 2004 auf Platz 28 in die deutschen Singlecharts ein und erreichte drei Wochen später mit Rang 22 die beste Platzierung. Insgesamt war der Song 18 Wochen in den Top 100 vertreten. Erfolgreicher war die Single unter anderem mit Position drei im Vereinigten Königreich, Platz vier in den Vereinigten Staaten und Rang elf in Dänemark.
| ChartsChartplatzierungen       | Höchstplatzierung | Wochen |
| ------------------------------ | ----------------- | ------ |
| Deutschland (GfK)              | 22 (18 Wo.)       | 18     |
| Schweiz (IFPI)                 | 28 (24 Wo.)       | 24     |
| Vereinigtes Königreich (OCC)   | 3 (15 Wo.)        | 15     |
| Vereinigte Staaten (Billboard) | 4 (24 Wo.)        | 24     |

| ChartsJahrescharts (2004)      | Platzierung |
| ------------------------------ | ----------- |
| Vereinigtes Königreich (OCC)   | 38          |
| Vereinigte Staaten (Billboard) | 32          |

### Verkaufszahlen und Auszeichnungen
Hotel erhielt im Jahr 2016 im Vereinigten Königreich für mehr als 200.000 verkaufte Einheiten eine Silberne Schallplatte.

| Land/Region                  | Auszeichnungen für Musikverkäufe (Land/Region, Auszeichnung, Verkäufe) | Verkäufe |
| ---------------------------- | ---------------------------------------------------------------------- | -------- |
| Vereinigtes Königreich (BPI) | Silber                                                                 | 200.000  |
| Insgesamt                    | 1× Silber ·                                                            | 200.000  |

Hauptartikel: R. Kelly/Auszeichnungen für Musikverkäufe